# Aphaenogaster crocea
Aphaenogaster crocea é uma espécie de inseto do gênero Aphaenogaster, pertencente à família Formicidae.

## Subespécies
Fora a subespécie padrão, mais 4 subespécies são reconhecidas.
- Aphaenogaster crocea subsp. crocea Andre, 1881
- Aphaenogaster crocea subsp. croceoides Forel, 1890
- Aphaenogaster crocea subsp. splendidoides Forel, 1890
- Aphaenogaster crocea subsp. sicula

- Aphaenogaster crocea subsp. lenis Santschi, 1911